# Torp, Mönsterås kommun
Torp är en småort i Mönsterås socken i Mönsterås kommun. Torp ligger invid Europaväg 22 några kilometer norr om Mönsterås.